# Josep Colom i Rincón

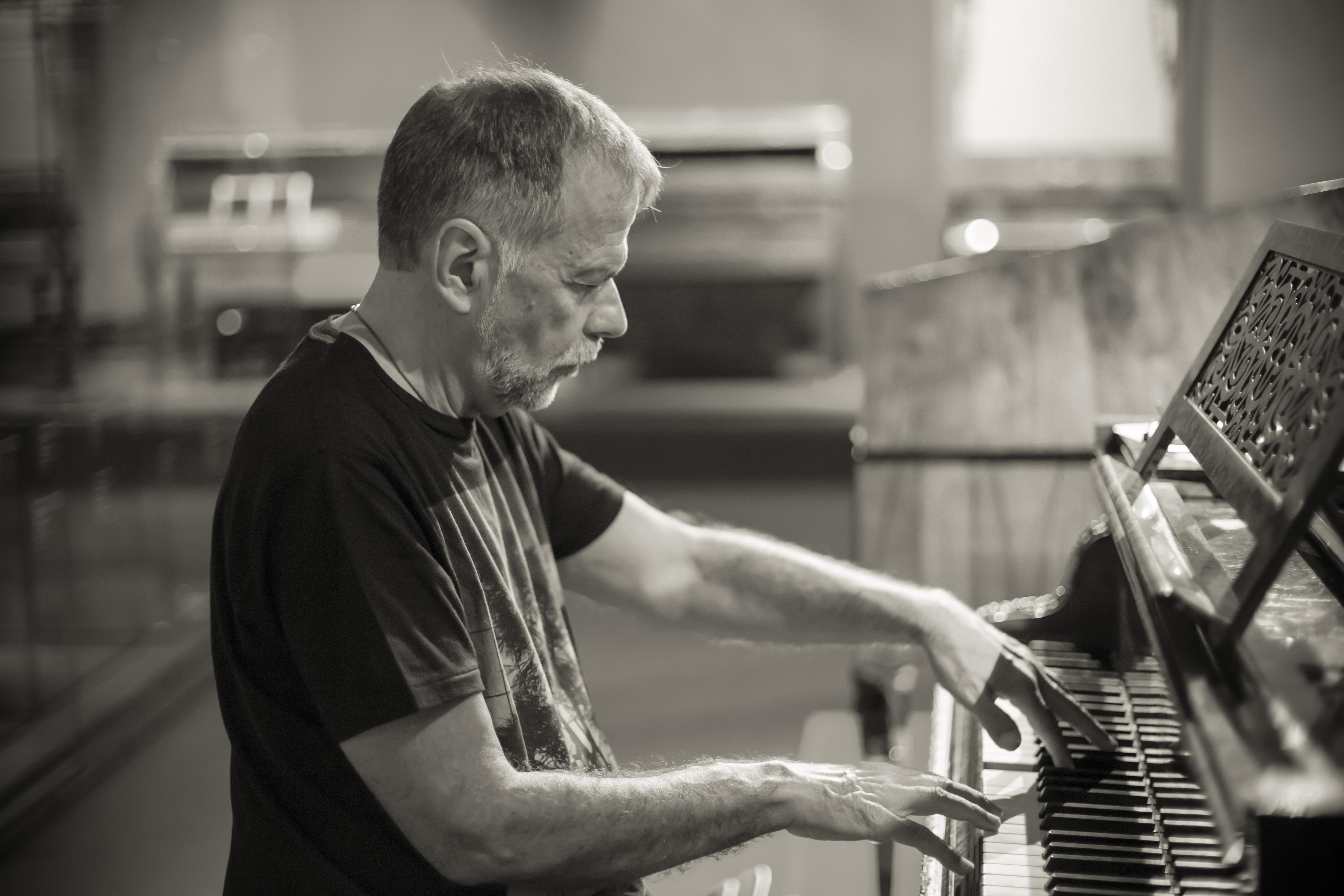
Josep Colom i Rincón, 2014

Josep Colom i Rincón (* 11. Januar 1947 in Barcelona) ist ein spanischer katalanischer klassischer Pianist. Colom wird dem Umfeld der Katalanischen Pianistenschule zugerechnet.

## Leben und Werk
Colom studierte am Conservatori Municipal de Música de Barcelona. Er absolvierte Vertiefungsstudien bei seiner Tante Rosa Colom und bei Joan Guinjoan. Später studierte er in Paris bei Ch. Causeret, Monique Deschaussées und Marian Rybicki, wo er 1973 seinen Abschluss an der École Normale de Musique de Paris erwarb.
Colom erspielte sich wichtige Preise bei Wettbewerben in Jaén (1973), Épinal (1977) und in Santander (1979). 1998 erhielt er in Spanien den Premi Nacional de Música.
Colom spielte zusammen mit Gonçal Comellas, Rafael Ramos und Arto Noras sowie mit dem Gabrielli Quartet in London Kammermusik. Als Solist in sinfonischen Werken hat er sich eine große Karriere aufgebaut. Er spezialisierte sich auf Brahms. Dessen Gesamtwerk für Soloklavier spielte Colom von 1992 bis 1994 auf Tonträgern ein. Er spielte auch wesentliche Werke von Frederic Mompou (1989), die Sonaten von Manuel Blasco de Nebra (1995) sowie einige Werke von Manuel de Falla ein.